# Khaggi, Channagiri
Khaggi là một làng thuộc tehsil Channagiri, huyện Davanagere, bang Karnataka, Ấn Độ.